# Heliconia atratensis
Heliconia atratensis är en enhjärtbladig växtart som beskrevs av Abalo och G.Morales. Heliconia atratensis ingår i släktet Heliconia och familjen Heliconiaceae. Inga underarter finns listade.